# Stegopelta
Стегопельта (лат. Stegopelta — «критий щит») — рід струтіозаврових нодозаврів, поширених на території сучасного Вайомінгу у часи ранньої—пізньої крейди. Рід базується на частковому скелеті з альбського—сеноманського віку формації Фронтір округу Фремонт, штат Вайомінг, США.

## Історія відкриття

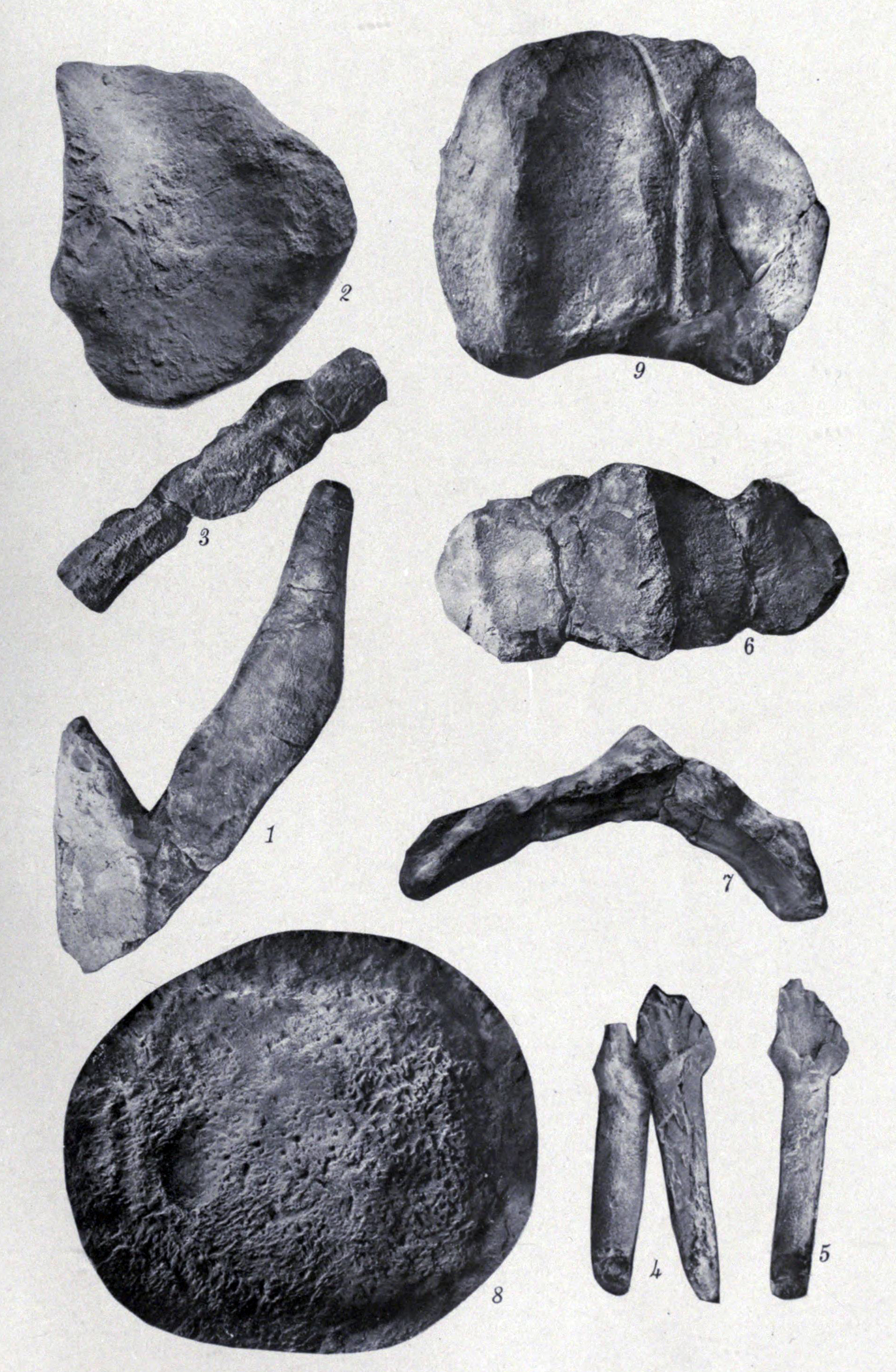
Бронепластини та зуби стегопельти

У 1905 році Семюель Уенделл Уіллістон описав зразок FMNH UR88 — частковий броньований скелет динозавра, що складався з фрагмента верхньої щелепи, семи шийних і двох спинних хребців, частини крижів і обох клубових кісток, хвостових хребців, частин лопатки, обох головок плечових кісток, частин ліктьової й обох променевих кісток, кісток п'ястка, частини великої гомілкової кістки, плеснової кістки, а також панцира, що складався із плечовий шип та шийне кільце. Зразок був у поганому стані, оскільки його вимило зі схилу і по ньому ходила худоба. Оскільки анкілозаври на той час були дуже погано відомі, Уіллістон порівняв свій новий рід зі стегозавром, а його броню — з гліптодоном. Як і цей ссавець, стегопельта мала зрощену секцію панцира (в цьому випадку над тазом). Рой Лі Муді переописав стегопольту в 1910 році й вбачав у ній щось близьке до анкілозавра, якщо не самого анкілозавра.
Після цього дослідження роду на довгий час занепало. Волтер Кумбс синонімізував його з більш відомим, але не менш недослідженим нодозавром у своєму новому описі ряду анкілозаврових 1978 року. Він був відновлений як дійсний рід Кеннетом Карпентером і Джеймсом Кірклендом (1998), які визнали, що він має чітко виражені хребетні та панцирні відмінності від інших анкілозаврових родів. Трейсі Форд пішов далі у 2000 році, виділивши його у нову підродину Ankylosauridae на основі характеристик панцира, яку він назвав Stegopeltinae. До нової підродини також була включена Glyptodontopelta. Це не стало загальноприйнятим, втім більшість останніх досліджень визнають Stegopelta окремим родом з невизначеною спорідненістю.

## Палеобіологія
Оскільки цей вид дуже погано вивчений, на цей час все, що можна сказати про звички та життя стегопельти, це те, що вона була неквапливим чотириногим травоїдним звіром, який харчувався низько над землею і покладався на свій панцир для захисту.
Його панцир включав зрощену область над крижами та плечові шипи, які, можливо, були розгалуженими, як в едмонтонії.